# Giovanni Battista Grassi
Giovanni Battista Grassi (27. března 1854, Rovellasca, Itálie - 10. května 1925, Řím) ) byl italský zoolog. Proslavil se především pracemi o embryotickém vývoji včel, výskytu původce malárie ve vylučovacím systému komárovitých, o parazitech a o migraci a vývoji úhoře říčního.
V roce 1896 získal od Královské společnosti Darwinovu medaili.